# Theme from A Summer Place
Theme from A Summer Place is een compositie van de Oostenrijks-Amerikaanse componist Max Steiner. Het nummer is georkestreerd door de Amerikaanse orkestrator Murray Cutter en opgenomen door Hugo Winterhalter voor de film A Summer Place die in première ging op 18 november 1959. In de film was het een secundair thema dat oorspronkelijk de naam Molly and Johnny Theme had en werd specifiek gebruikt voor de scenes waarin Troy Donahue en Sandra Dee samen verschenen. Van dit nummer zijn een aantal covers gemaakt waarvan de cover van Percy Faith verreweg de bekendste is. Faith's cover is uitgebracht in september 1959, nog voor de première van de film, hij heeft er een grammy award mee gewonnen op 13 april 1961.

## Covers

### Instrumentale covers
- In 1959 bracht Percy Faith een instrumentale georkestreerde cover uit bij het platenlabel Columbia Records onder de titel Theme From "A Summer Place".[3]
- In 1960 bracht Billy Vaughn een instrumentale georkestreerde cover uit bij het platenlabel Dot Records onder de titel: Theme From A Summer Place.[4]
- In 1961 bracht Mantovani een instrumentale georkestreerde cover uit voor zijn album Mantovani Plays Music From 'Exodus'  and Other Great Themes.[5]

### Vocale covers
- In 1960 bracht Norrie Paramor een cover uit op een single bij platenlabel Columbia Records, waarop woordloze vocalen te horen zijn van sopraan Patricia Clark onder de titel Theme from "Summer Place".[6]
- In 1962 bracht Andy Williams een cover uit op zijn album Moon River and Other Great Movie Themes deze ontving een gouden RIAA-certificatie.[7]
- In 1965 bracht het trio The Lettermen een cover uit op een single bij platenlabel Columbia Records en later is deze ook nog uitgebracht op het album The Hit Sounds of the Lettermen.[8][9]